# Océane Paillard
Océane Paillard (* 8. Dezember 2000) ist eine ehemalige französische Skispringerin.

## Werdegang
Océane Paillard, Mitglied des Vereins Olympic Mont d’Or, startete am 7. und 8. März 2015 in Chaux-Neuve zum ersten Mal in einem Wettbewerb des Alpencups und belegte hierbei die Plätze drei und zehn. Ein Jahr später nahm sie im März 2016 in Harrachov erstmals an zwei Wettbewerben des FIS-Cups teil und wurde hier 30. und 32. Nach weiteren Starts im Alpen-Cup debütierte Paillard schließlich am 26. und 27. August 2016 in Oberwiesenthal im Continental Cup und belegte hierbei die Plätze 39 und 34. Ein Jahr später erfolgte am 11. August 2017 im französischen Courchevel ihr Debüt im Grand Prix, bei dem sie den 18. Platz belegte. Bei den Junioren-Weltmeisterschaften 2018 gewann sie mit der französischen Mannschaft die Bronzemedaille. Bei den Alpencupspringen im darauffolgenden Oktober in Predazzo nahm sie letztmals an internationalen Wettkämpfen teil.

## Erfolge

### Grand-Prix-Platzierungen
| Saison | Platz | Punkte |
| ------ | ----- | ------ |
| 2017   | 36.   | 13     |

### Continental-Cup-Platzierungen
| Saison  | Sommer | Sommer | Winter | Winter | Gesamt | Gesamt |
| Saison  | Platz  | Punkte | Platz  | Punkte | Platz  | Punkte |
| ------- | ------ | ------ | ------ | ------ | ------ | ------ |
| 2016/17 | 49.    | 03     | 18.    | 25     | 35.    | 28     |
| 2017/18 | –      | –      | 16.    | 76     | 30.    | 76     |